# 武达平
武达平（1911年—1999年6月16日），男，绥远（今内蒙古）托克托人，中华人民共和国政治人物，曾任内蒙古自治区政协副主席。